# Kalyanadevramatha, Magadi
Kalyanadevramatha là một làng thuộc tehsil Magadi, huyện Ramanagara, bang Karnataka, Ấn Độ.